# Radzimów
Radzimów (deutsch Bellmannsdorf) ist ein Dorf in Polen, das in der Wojewodschaft Niederschlesien im Powiat Zgorzelecki (Görlitz) liegt. Es gehört zur Gemeinde Sulików (Schönberg).

## Lage
Radzimów ist ein langgestrecktes Waldhufendorf mit locker angeordneter Bebauung im  Isergebirgsvorland im Tal des Czerwona Woda (Rothwasser).

## Geschichte
In einer handschriftlichen Quelle von 1352 wird der Ort erstmals genannt als Baldramstorff, später auch Waldramstorff (1411) oder Belmsdorf (1583).
Der Name Bellmannsdorf trat erstmals im 17. Jahrhundert auf und blieb bis 1945 bestehen. In Folge des Prager Friedens kam das Oberlausitzer Dorf 1635 zum Kurfürstentum Sachsen und fiel 1815 an Preußen. Bis zum Ende des Zweiten Weltkrieges lag Bellmannsdorf im Landkreis Lauban. In den Jahren 1975–1998 gehörte der Ort administrativ zur Woiwodschaft Jelenia Góra (Hirschberg).
Polnische Siedler, die nach dem Zweiten Weltkrieg aus Kresy Wschodnie kamen, änderten den Namen in Lisice (vermutlich nach dem Silberfuchs, der hier vor dem Kriege vorkam).
Dieser Name hielt sich jedoch nicht lange, da ein Sonderausschuss beim Ministerium für Öffentliche Verwaltung den Ort in Radzimów umbenannte (nach dem slawischen Namen Radzim).
Infolgedessen erinnert sich derzeit niemand außer einigen älteren Einwohnern des früheren Namens.

## Ortsgliederung

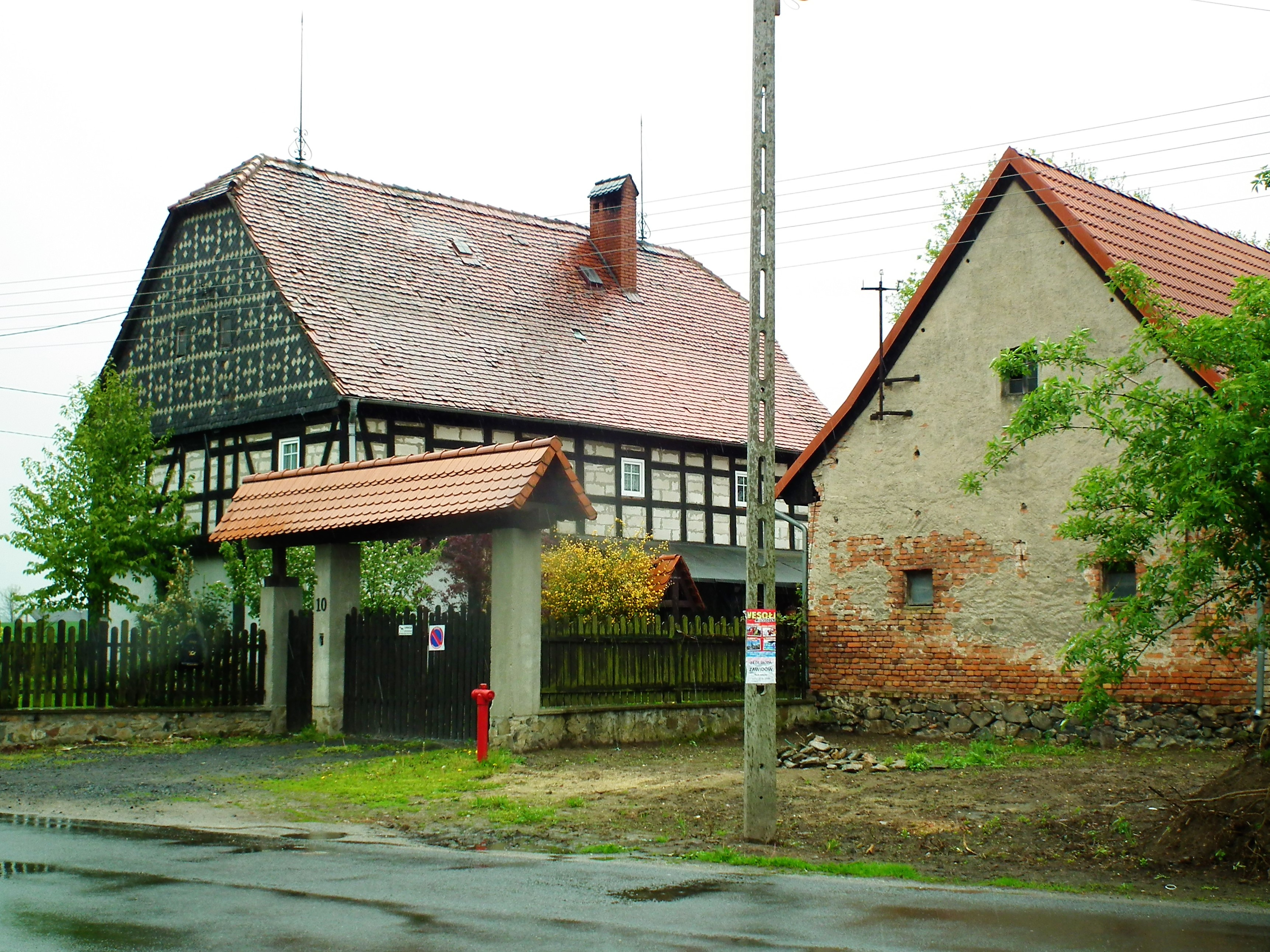
Fachwerkhaus in Radzimów

Radzimów besteht aus den Ortslagen Radzimów Górny (Ober Bellmannsdorf), Radzimów Średnie (Mittel Bellmannsdorf) und Radzimów Dolny (Nieder Bellmannsdorf). Bis 1945 waren Ober Bellmannsdorf und Nieder Bellmannsdorf (mit Mittel Bellmannsdorf) selbständige Gemeinden.

## Kirche
Eine frühere Kirche in Bellmannsdorf existierte bereits 1346; sie gehörte im Dekanat Görlitz zum Pfarrer von Schönberg. Die erste Funktion eines evangelischen Geistlichen übte durch die „Herrschaft Friedland“ der Prediger Lorenz Frank aus. Im Jahre 1548 trat Jan Klotz aus Bautzen sein Amt an. In der Mitte des 17. Jahrhunderts siedelte sich der protestantische Pfarrer Hanicäus an, der aus Reichenberg vertrieben worden war. Im Jahre 1686 fand eine gründliche Renovierung der alten Kirche statt, bei der ein neuer Turm angebaut wurde. Im 18. Jahrhundert schlug mehrmals der Blitz in dieses sakrale Gebäude (1719, 1724, 1757). Die Kirche fasste nicht mehr alle Gemeindeglieder und drohte außerdem einzustürzen. Sie wurde 1803 abgerissen. 
Die heutige Kirche der römisch-katholischen Gemeinde St. Maria Magdalena wurde in den Jahren 1804–1806 als evangelische Kirche erbaut und im Oktober 1806 eingeweiht. Die Baukosten, nicht eingerechnet die Arbeitsstunden, waren übermäßig: genau 9458 Taler, 22 Groschen und 2 Pfennige. Im Mai 1831 wurden in der Kirche drei Glocken montiert, gegossen in Kleinwelka bei Bautzen. Am 11. Juni 1837 schlug ein Blitz in den Kirchturm; er erschlug ein 13-jähriges Mädchen und betäubte 13 Personen. 
Die Wahl der Hl. Maria Magdalena zur Kirchenpatronin war keineswegs zufällig. Nach dem Zweiten Weltkrieg kamen viele Menschen aus der Gegend der Pfarrei Hananczów (33 km ostsüdöstlich von Lemberg) in Ostpolen (Kresy), Gemeinden unter dem Patronat der genannten Heiligen, nach Bellmannsdorf. Ihre Verbundenheit mit ihren Wurzeln und der Wunsch langjähriger kultischer Kirchweih-Tradition bewirkte, dass die Entscheidung zur Auswahl dieser Heiligen nahelag. Die Kirche gedenkt der Heiligen am 22. Juli.
Aufgrund eines Beschlusses des Woiwodschafts-Denkmalkonservators wurde die Kirche am 25. Januar 1966 unter Nr. 1499 in das Register unbeweglicher Kulturdenkmäler eingetragen, registriert vom Nationalen Institut.
Die pneumatische Orgel wurde 1922 vom Orgelbau-Unternehmen Friedrich Ernst Gustav Heinze in Sorau (jetzt Żary) als Opus 98 erbaut. Sie hat 19 Register für 2 Manuale und Pedal sowie einige Registrierhilfen. Details und Bilder finden sich beim Polnischen Virtuellen Orgelzentrum (Polskie Wirtualne Centrum Organowe).

## Persönlichkeiten

### Söhne und Töchter des Ortes
geboren in Ober Bellmannsdorf:
- Wilhelmine von Gersdorff (1768–1847), Schriftstellerin
- Georg von Ferentheil und Gruppenberg (1818–1889), preußischer Generalleutnant
- Moritz von Bissing (1844–1917), Generaloberst
- Erich Caspar (1879–1956), Politiker (SPD)
- Christian Kroll (* 1943), Kirchenmusikdirektor, Chorpädagoge und Organist

### Personen mit Verbindung zum Ort
- Moritz von Bissing (1802–1860), Herr auf den Gütern Ober und Nieder Bellmannsdorf